# Asychis javanica
Asychis javanica är en ringmaskart som beskrevs av Augener 1934. Asychis javanica ingår i släktet Asychis och familjen Maldanidae. Inga underarter finns listade i Catalogue of Life.